# 紙の牙
『紙の牙』（かみのきば）は、松本清張の短編小説。雑誌『日本』1958年10月号に掲載され、1959年9月に短編集『紙の牙』収録の表題作として、東都書房から刊行された。
1959年・1960年・1964年にテレビドラマ化されている。

## あらすじ
R市役所の厚生課長の菅沢圭太郎は、愛人の昌子と温泉町を歩いているところを、市政新聞「明友新聞」の記者の高畠久雄に遭遇し、色を失う。市政新聞は「正義に基づき民主的なR市を建設するため市民に代って市政を監視し、批判する」というのが謳い文句だが、実際には市の吏員への寄付の強制、紙の押売りを行っていた。
初夏のある日、圭太郎のところへ梟印殺虫剤株式会社の小林智平と名乗る男が、高畠の名刺を持って現れ、市民に配布する殺虫剤として自社製品を大量に買い上げるよう請願する。
続いて高畠久雄が圭太郎のもとに来て、威圧するように睨みながら、梟印の殺虫剤を買うよう依頼する。係長の田口幸夫は強いて反対せず、圭太郎は殺虫剤を試験にまわすが、結果一流メーカー品に比べて実効がはるかに落ちることが判明、しかし愛人との遊蕩を市政新聞に書き立てられ身の破滅につながることを怖れる圭太郎は、市の予算で殺虫剤を買い上げることを決める。
秋が来た頃、圭太郎は市政新聞「報政新報」の記者の梨木宗介に呼び止められ、社長の大沢充輔と共に、圭太郎が市民の税金で効かない殺虫剤を買い上げ、郊外へ配布したからくりに加えて、圭太郎の弱味を知っていることを匂わす。報政新報に書かれることを怖れる圭太郎は、同紙への寄付を申し出る。自分の月給を割いて梨木に寄付を続ける圭太郎は経済的苦境に陥るが、新聞に暴露されるよりはいいと葉を食いしばり、3か月の寄付を終えるが、正義のための運動に必要と称し、報政新報は圭太郎にさらに5か月援助するよう依頼、ゴロツキ市政新聞の圭太郎への恐喝が続く。大金の寄付を依頼する梨木に圭太郎はついに決裂を告げるが、梨木は策謀の一端を匂わせ圭太郎を絞り上げる。

## エピソード
- 著者は「「紙の牙」は、じつはモデルがあって、地方のある自治体政界での出来事」と記し[1]、『宝石』掲載の創作ノートには「市政新聞のボス。ボスは市会議員の有力者になる。あとを任した編集長が、実権をいつのまにか握って強大となり、今度は、ボスは彼らから浮きあがって、逆にゆすられる」「Aは工場を招致。Bは反対。工場実現。Bは市会議員を率いてたたかう。工場にいやがらせ。AはBを押さえる。工場はAを徳とする。Aはその工場に資材をごっそり持ちこむ。A・Bの八百長なり」とメモを記している[2]。

## テレビドラマ

### 1959年版
1959年11月11日、KRテレビの「日立劇場」枠（20:55 - 21:45）にて放映。
キャスト
- 菅沢：下元勉
- 昌子：吉行和子
- 清水将夫
- 佐野浅夫
- 波多野憲
- 伊達信

スタッフ
- 脚色：有高扶桑

### 1960年版
1960年6月15日と6月22日、NHKの「灰色のシリーズ」枠（20:30 - 21:00）にて2回にわたり放映。
キャスト
- 菅沢圭三：三木のり平
- 昌子：高友子
- 梨木宗介：穂積隆信
- 高畑久雄：北見治一
- 厚生部長：大町文夫
- 菅沢和江：滝口恵子
- 山本清、渥美国泰、奥野匡、平田大二郎、大森義夫、宮阪将嘉

スタッフ
- 脚色：原源一
- 監督：森園忠
- 音楽：山内正

### 1964年版
1964年9月30日、日本テレビの「水曜サスペンス」枠（20:00 - 20:56）にて放映。
キャスト
- 北沢彪
- 青山京子
- 如月寛多
- 夏川大二郎
- 横杏子
- 佐竹明夫

スタッフ
- 脚色：高岩肇
- 演出：早川恒夫
- 制作：日本テレビ